# Zikmund Kozelka
Zikmund Kozelka (10. května 1857 Valdice – 8. září 1914 Jičín) byl v letech 1897–1900 a 1904–1913 starostou města Chlumec nad Cidlinou.

## Život
Zikmund Kozelka se narodil roku 1857 ve Valdicích, absolvoval gymnázium v Hradci Králové a poté vystudoval práva.
V červenci 1884 přišel Zikmund Kozelka jako prozatímní tajemník města do Chlumce nad Cidlinou. Zde našel zalíbení ve třicetileté vdově Františce Hánové, jejíž osmašedesátiletý manžel, obchodník a továrník Florián Hána, zemřel. Svatba Kozelky s Hánovou se konala v lednu 1885 v kostele sv. Jindřicha v Praze. Novomanželka jako věno přinesla do manželství pozemky v Komenského ulici v Chlumci nad Cidlinou, kde si manželé Kozelkovi nechali postavit rozsáhlou novorenesanční vilu (tzv. Kozelkova vila).
26. června 1885 byl Kozelka jmenován definitivním tajemníkem města a v roce 1897 zvolen starostou. Během svého působení v městské radě a poté na pozici starosty podnítil v Chlumci nad Cidlinou mnoho změn a výrazně přispěl ke stavebnímu i kulturnímu rozvoji města. Byl činný ve veřejném životě: byl zakládajícím členem Okrašlovacího spolku pro výsadbu zeleně a parku a později se stal jeho předsedou, působil také ve vedení spolku Svornost a věnoval se i činnosti pěvecko-ochotnické jednoty Klicpera.
Roku 1908 také kandidoval ve volbách do Českého zemského sněmu za skupinu měst Pardubice, Chlumec n. C. a Holice, jako nezávislý za Národní stranu svobodomyslnou (mladočechy). V prvním i druhém kole pro něj hlasovala velká většina obyvatel Chlumce, ale početní převaha pardubických voličů rozhodla, že mandát nakonec získal jejich starosta František Kuchynka.
Kozelkovo aktivní působení však začalo postupem času vyvolávat mezi obyvateli města spory – někteří nepovažovali jím navrhované změny a investice na nezbytné – a tak v roce 1913 již nebyl Kozelka znovu zvolen starostou a přestěhoval se i s manželkou do Jičína, kde v roce 1914 v zapomenutí zemřel.

## Přínos pro Chlumec nad Cidlinou
Zikmund Kozelka začal na pozici v městské radě a později na pozici starosty prosazovat nové postupy v řízení města. Jednalo se například o:
- nový trhový řád
- nový policejní řád
- podporu kulturního života města (divadlo, koncerty, knihovna)

Mezi významné Kozelkovy příspěvky městu patří především realizace městských staveb:
- nová škola, s jejíž stavbou bylo započato 20. června 1898 a slavnostně otevřena byla 28. září 1899 (na stavebním dozoru se podílel sám Kozelka)[9]
- stavba Okresního domu roku 1904 – jednalo se o stavbu v secesním stylu s novorenesanční věžičkou[10]
- zrušení nevyhovujícího hřbitova u Kostela Nejsvětější Trojice a zřízení nového na pozemku pod Františkem
- výkup pozemků v okolí nádraží z majetku Kinských – tím byly připraveny předpoklady pro výstavbu nové obytné čtvrti v této lokalitě
- modernizace nevyhovujícího veřejného osvětlení – petrolejové lampy byly nahrazeny elektrickým osvětlením společnosti Křižík

## Odkaz
V Chlumci nad Cidlinou je na památku Zikmunda Kozelky Kozelkova ulice. Jedná se o severojižní osu města. Na jejím jižním konci se nachází areál školy – nejvýznamnější stavby spojované s působením Zikmunda Kozelky.

## Galerie

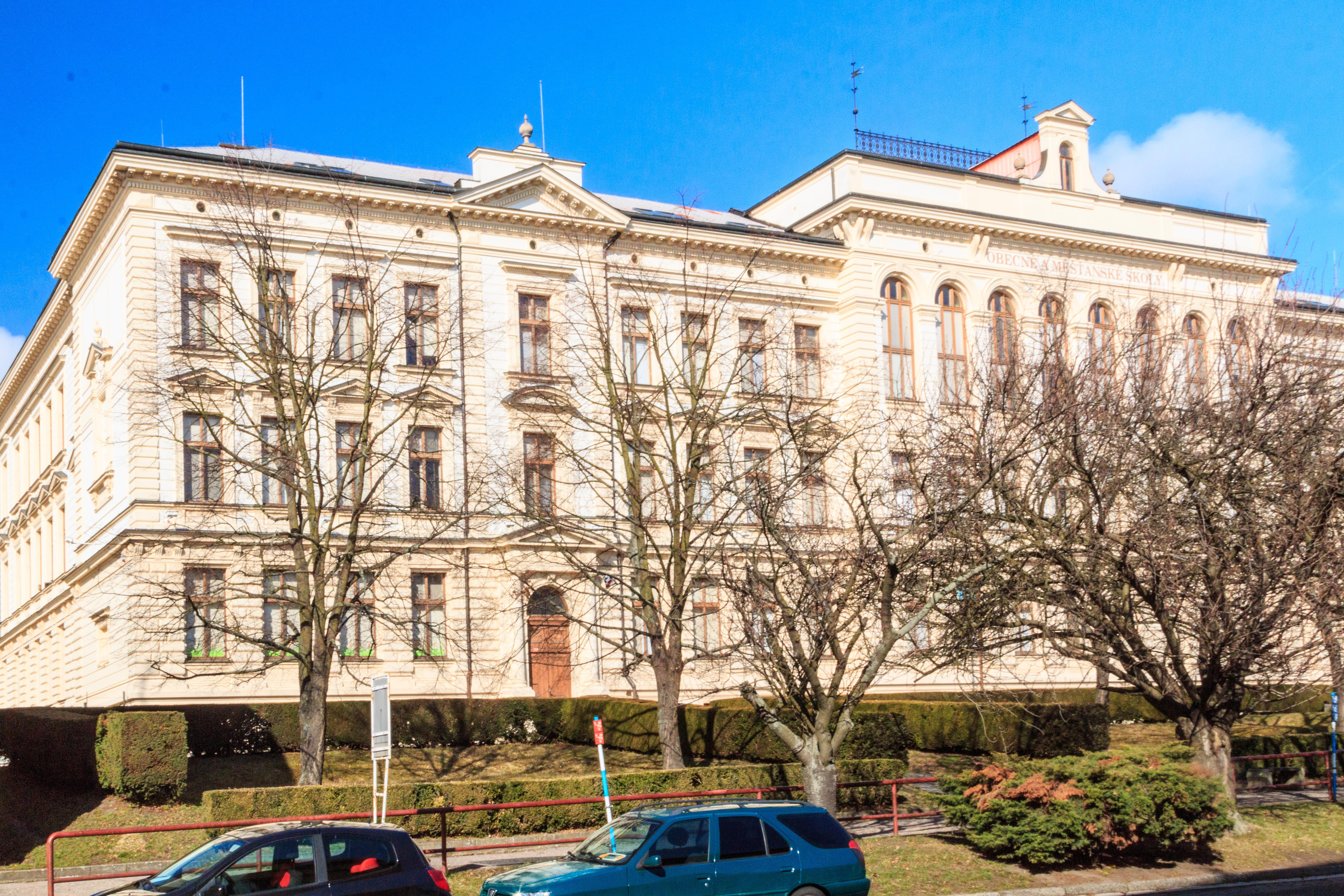
Budova školy v Chlumci nad Cidlinou
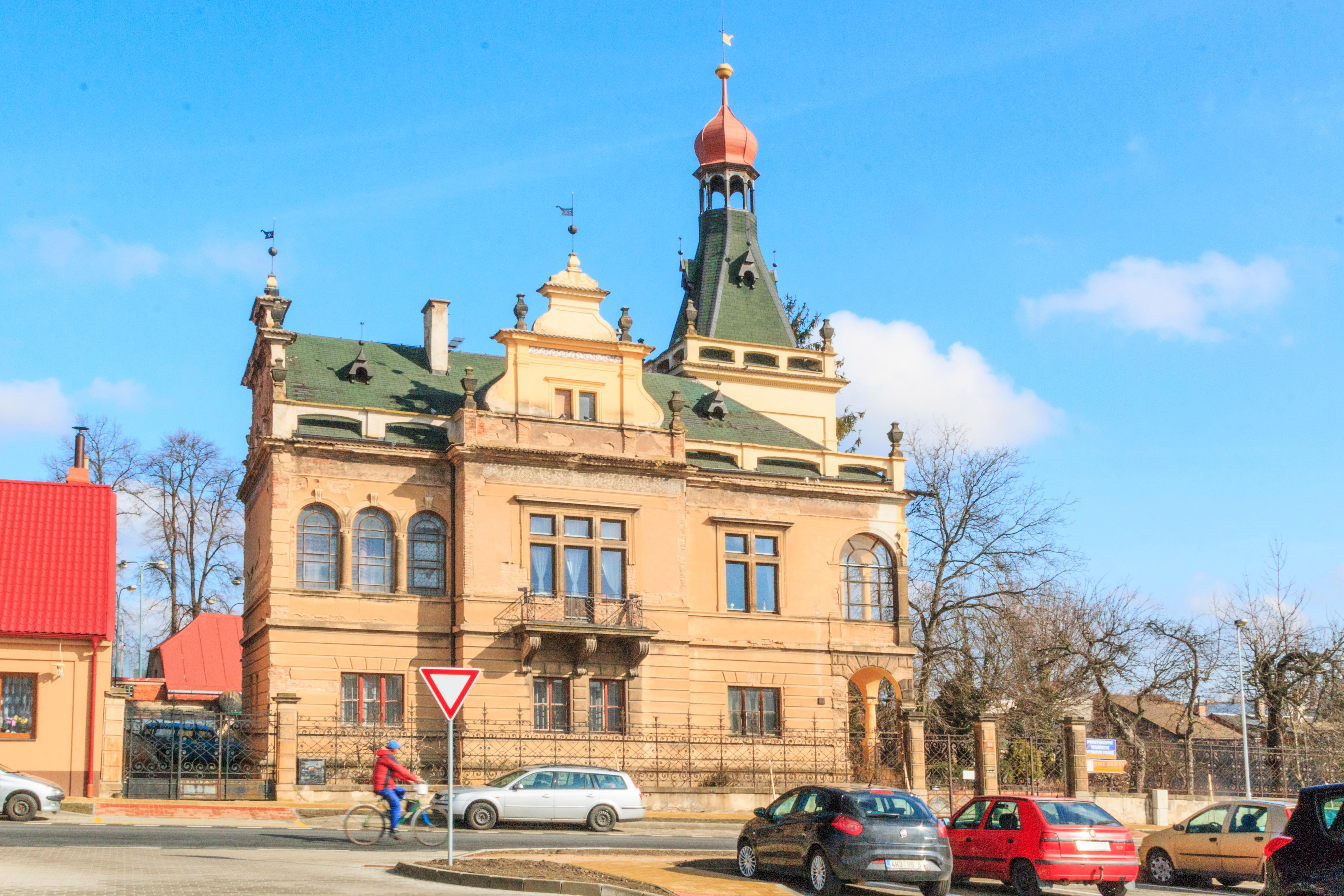
Obytný dům manželů Kozelkových